# Принсипи
Принсипи е по-малкият от двата главни острова на държавата Сао Томе и Принсипи, разположен в Гвинейския залив на Атлантическия океан, край западните брегове на Африка. На него се разполага едната от двете провинции на страната – провинция Принсипи и единият от седемте окръзи на страната – окръг Паге.
Площта му е 136 км², а населението – около 5000 души. Бреговата му линия е силно разчленена от множество малки заливи (Агуляш, Санто Антонио) и полуострови. Изграден е основно от базалтови скали. Най-високата точка на острова е връх Пико де Принсипе (948 m). Върхът е обрасъл с гъсти гори и формира част от национален парк Обо. В миналото северната и централната част на острова са били заети от плантации със земеделски насаждения, но днес отново са покрити с гори. Езиците, говорени на острова, освен португалския, са принсипски език и форо.
На острова има само един град – Санто Антонио, както и някои малки селца, свързани с мрежа от асфалтирани пътища. На острова има и летище.
Остров Принсипи представлява силно ерозиран вулкан, на възраст над 3 млн. години. Заобиколен е от няколко малки островчета – Бом Бом, Каросо, Тиноса Гранде и Тиноса Пекеня.